# La Voix de l'amour
Albums de Dalida
Pour en arriver-là
(1987) Quelque part au soleil
(1988)
La Voix de l'amour est une compilation de chansons d'amour de Dalida parue en 33 tours et cd au cours de l'année 1988. La liste des titres des deux formats est sensiblement différent.

## Face A
- Une vie
- Julien
- Si c'était à refaire
- Depuis qu'il vient chez nous
- Que reste-t-il de nos amours ?
- Téléphonez-moi

## Face B
- Amoureuse de la vie
- Une femme à quarante ans
- Je suis malade
- Chantez les voix
- Mon frère le soleil
- Si la France

## La Voix de l'amour(disque compact)
- Amoureuse de la vie
- Une femme à quarante ans
- Si c'était à refaire
- Julien
- Danza
- Téléphonez-moi
- Depuis qu'il vient chez nous
- Chantez les voix
- Si la France
- Que reste-t-il de nos amours?
- Parle-moi d'amour, mon amour
- Anima mia
- Tout au plus
- Problemorama